# Pandiaka involucrata
Pandiaka involucrata là loài thực vật có hoa thuộc họ Dền. Loài này được (Moq.) B.D.Jacks. mô tả khoa học đầu tiên năm 1894.